# Philippe Boher
Pour les articles homonymes, voir Philippe Boher (homonymie) et Boher.
Pas d'image ? Cliquez ici

a Compétitions nationales et continentales officielles uniquement.

Dernière mise à jour le 12 janvier 2019.
Philippe Boher, né le 9 décembre 1969 à Perpignan, est un joueur et entraîneur de rugby à XV français.

## Biographie
Il commence le rugby à l'école de rugby du Boulou, village des Pyrénées-Orientales. Il joue en Cadet et en Junior au Céret sportif, puis à l'USAP Perpignan en Reichel et Junior. Il joue sous les couleurs du club catalan comme troisième ligne centre avant d'être appelé par Pierre Villepreux pour intégrer le CA Brive durant la saison 1993-1994, en compagnie de joueurs tels que Jean-François Viars, Alain Penaud, Éric Alabarbe et Loïc Van der Linden.
Il est l'entraîneur de l'USA Perpignan une première fois avec Alain Teixidor lors de la saison 1999-2000 (quart-de-finaliste du championnat face au Stade français), puis, de nouveau, et de septembre 2004 à mai 2007 en binôme avec Philippe Ducousso puis Franck Azéma (quart-de-finaliste de H Cup face au Munster à Dublin et demi-finaliste de Top 14 face à Biarritz).
De 2007 à 2017, il est consultant rugby sur les antennes du groupe Canal+. Il commente notamment des matchs sur Rugby+.
En 2000, il devient cadre technique au sein de la direction technique nationale de la FFR. Il entraîne l'équipe de France des moins de 21 ans de 2001 à 2004 avec Philippe Ducousso. De septembre 2007 à juin 2011, il est entraîneur des avants de l’équipe de France des moins de 20 ans. L'équipe remporte le Grand Chelem dans le Tournoi des Six Nations des moins de 20 ans 2009. Il chapeaute ensuite les équipes de France de moins de 18 ans et intervient en tant qu'expert au pôle France de Marcoussis.
En janvier 2017, il reprend le poste d'entraîneur des avants de l'équipe de France des moins de 20 ans. Il reste une seule saison à ce poste puis est remplacé par Éric Dasalmartini en décembre 2017,. Il devient alors manager de l'équipe de France des moins de 20 ans développement, deuxième équipe de cette catégorie d'âge. En 2020, il prend le poste de manager de l'équipe de France des moins de 20 ans. Il travaille avec son prédécesseur, Sébastien Piqueronies, nommé manager France Jeunes après avoir mené deux fois consécutivement l'équipe au titre de champion du monde. En 2022, l'encadrement de l'équipe évolue, Philippe Boher devient entraîneur de la défense tandis que Jean-Marc Béderède est nommé manager général.

## Bilan en tant qu'entraîneur
| Saison      | Club          | Division     | Poste  | Classement                 | Coupe d'Europe             | Challenge européen         |
| ----------- | ------------- | ------------ | ------ | -------------------------- | -------------------------- | -------------------------- |
| 1999 - 2000 | USA Perpignan | 1er division | Avants | Éliminé en quart-de-finale | -                          | Éliminé en quart-de-finale |
| 2004 - 2005 | USA Perpignan | Top 16       | Avants | 5e                         | Éliminé en poule           | -                          |
| 2005 - 2006 | USA Perpignan | Top 14       | Avants | 4e, éliminé en demi-finale | Éliminé en quart-de-finale | -                          |
| 2006 - 2007 | USA Perpignan | Top 14       | Avants | 5e                         | Éliminé en poule           | -                          |

## Palmarès

### Entraîneur
- Vainqueur du Tournoi des Six Nations des moins de 20 ans 2009
- Vainqueur du Championnat du monde junior de rugby à XV 2023